# Иноземцев, Артём Михайлович
Артём Миха́йлович Инозе́мцев (16 января 1929, Москва — 19 января 2001, Вильнюс) — советский и литовский актёр театра и кино, лауреат Государственной премии Литовской ССР (1975), заслуженный деятель искусств Литовской ССР (1976), народный артист Литовской ССР (1979).

## Биография
В 1948—1951 годах учился на актёрском факультете ГИТИСа в Москве.
В сезон 1951—1952 годов был актёром Ногинского городского театра.
В 1952—1959 годах (по другим сведениям, до 1960 года) — актёр Каунасского драматического театра (в то время Каунасский государственный музыкально-драматический театр). На его сцене сыграл пятнадцать ролей, самостоятельно поставил несколько спектаклей.
Член КПСС с 1958 года.
С 1960 года — в Русском драматическом театре Вильнюса, сразу стал одним из ведущих актёров. Сыграл более чем в 90 спектаклях Русского драматического театра.
Роли исполнял на литовском и русском языках. Режиссировал телевизионные спектакли Литовского телевидения («Процесс Джордано Бруно», 1975). Поставил несколько спектаклей на сцене Русского драматического театра в Вильнюсе («Каменный гость», «Скупой рыцарь» по А. С. Пушкину). Осенью 2000 года начал постановку нового спектакля «Без вины виноватые» по А. Н. Островскому, премьера которого намечалась на конец февраля 2001 года. После смерти актёра работу над спектаклем завершила режиссёр Даля Тамулявичюте.
В конце 1980-х годов принимал активное участие в Саюдисе. Стал одним из основателей и руководителей Русского культурного центра. Награждён рыцарским крестом ордена Великого князя Литовского Гядиминаса (1999).
Похоронен на Антакальнисском кладбище в Вильнюсе.

## Роли в театре
Сыграл свыше сотни ролей. В Русском драматическом театре создал роли Сысоева в пьесе «Первая Конная» Вс. Вишневского (1958), Сугробина в инсценировке романа Г. Николаевой «Битва в пути» (1960), Матти в пьесе Б. Брехта «Господин Пунтила и его слуга Матти» (1963), Голубкова в «Беге» М. А. Булгакова (1967; постановка Е. Р. Хигеровича), Мора в «Разбойниках» Фридриха Шиллера (1973), Врача в пьесе «Пролетая над гнездом кукушки» Дейла Вассермана (1984; инсценировка одноименного романа Кена Кизи, 1963), Стародум в «Недоросле» Д. И. Фонвизина.
К наиболее значительным относятся роли
- Никиты в пьесе «Власть тьмы» Л. Н. Толстого (1960),
- Хиггинса в пьесе «Пигмалион» Бернарда Шоу (1961),
- Рогожина в инсценировке романа «Идиот» Ф. М. Достоевского (1963),
- Глумова в пьесе «На всякого мудреца довольно простоты» А. Н. Островского (1968),
- Суслова в «Дачниках» Максима Горького (1975; постановка В. В. Ланского),
- Арбенина в «Маскараде» М. Ю. Лермонтова (1976; постановка В. В. Ланского),
- Генерала Флицбаттресса в пьесе «На полпути к вершине» Питера Устинова (1977),
- Понтия Пилата в спектакле по роману М. А. Булгакова «Мастер и Маргарита» (1988; режиссёр Р. Виктюк),
- Петра I в пьесе «Христос и Антихрист» Д. С. Мережковского (1990),
- Дункана в «Макбете» Уильяма Шекспира (1993),
- Барона в «Скупом рыцаре» А. С. Пушкина (1995).

На сцене Драматического театра Литовской ССР создал роли Йуна в пьесе «Йун Габриель Боркман» Генрика Ибсена (1981) и Берёзкина в «Золотой карете» Леонида Леонова (1982).

## Роли в кино
С 1966 года снимался в более чем двадцати кинофильмах и телевизионных фильмах:
- «Катерина Измайлова» (1966, Сергей),
- «Доктор Вера» (1967, Следователь),
- «Операция „Трест“» (1969; Зубов),
- «Да будет жизнь!» (1969; Осип)
- «Эти невинные забавы» (1969; Краснухин)
- «Пропажа свидетеля» (1971; Зуев, лесник)
- «Разрешите взлет!» (1971; Василий Григорьевич Селезнёв)
- «О тех, кого помню и люблю» (1973; Сергей Фёдорович Фёдоров),
- «Огненный мост» — (1958, Лысов),
- «День на размышление» (1980)
- «Половодье» (1980; Бортник)
- «Сицилианская защита» (1980; Вячеслав Витальевич Ступин)
- «Синдикат-2» (1981; Дремов)
- «Затишье» (1981; Гаврила Степанович, помещик)
- «Цена возврата» (1983; Полищук)
- «Грядущему веку» (1984; Пётр Петрович Самоваров),
- «Контракт века» (1985; директор завода)
- «Тайная прогулка» (1985; возница)
- «Моонзунд» (1987)
- «Попугай, говорящий на идиш (фильм)» (1990)
- «Золотой туман» (1993; эпизод)

Играл роли также в телевизионных постановках «Процесс Джордана Бруно» (1975), «Ученик дьявола» Бернарда Шоу (1983). В 1980 году снял на Вильнюсском телевидении двухсерийный телефильм-драму «Заботы Йонаса Пуоджюнаса» (инсценировка романа Антанаса Венуолиса «Усадьба Пуоджюнасов»), фильм получил награду на всесоюзном фестивале телевизионных фильмов.